# Lista de Estados soberanos e territórios dependentes da América
Esta é uma lista alfabética de estados soberanos e territórios dependentes nas Américas. Ela compreende três regiões: América do Norte (Canadá e Estados Unidos), o Caribe (região cultural dos países de língua inglesa, francesa, holandesa e crioula localizados no Mar do Caribe) e a América Latina (nações que falam espanhol e português). As Américas estão quase inteiramente localizadas no Hemisfério Ocidental, com algumas das ilhas do noroeste do Alasca entrando no Hemisfério Oriental. A maioria das ilhas localizadas no Atlântico entre as Américas e a Eurafrásia, como a Islândia, não está normalmente associada às Américas e, portanto, é excluída desta lista.

## Lista

### Estados soberanos
Um  Estado soberano é uma associação política com soberania efetiva sobre uma população sobre a qual faz decisões em nome de um interesse nacional. De acordo com a Convenção de Montevideu, um Estado tem de ter uma população permanente, um território definido, um governo e capacidade para entrar em relações com outros Estados.
Há 35 Estados soberanos internacionalmente reconhecidos com território situado na América. Todos são membros da Organização das Nações Unidas (ONU), e da Organização dos Estados Americanos.
Cada entidade na lista abaixo apresenta a respetiva bandeira, mapa da sua localização, nome curto e oficial em português e nas línguas locais oficiais, bem como nome da capital, número de habitantes, área, moeda e data da sua independência.
| Bandeira                             | Mapa                             | Nome curto e oficial em português                        | Nome curto e oficial na(s) língua(s) local(is)) | Capital | População   | Área (km²) | Moeda                                      | Data da independência |
| ------------------------------------ | -------------------------------- | -------------------------------------------------------- | --- | --- | ----------- | ---------- | ------------------------------------------ | --------------------- |
| Bandeira da Antígua e Barbuda        | Mapa da Antígua e Barbuda        | Antígua e Barbuda                                        | em inglês: Antigua and Barbuda | São João em inglês: Saint John's | 92 295      | 442,6      | Dólar das Caraíbas Orientais               | 1981                  |
| Bandeira da Argentina                | Mapa da Argentina                | Argentina República Argentina                            | em castelhano: Argentina — República Argentina | Buenos Aires em castelhano: Buenos Aires | 43 024 374  | 2 780 400  | Peso argentino                             | 1816                  |
| Bandeira das Bahamas                 | Mapa das Baamas                  | Baamas Comunidade das Baamas                             | em inglês: The Bahamas — Commonwealth of The Bahamas | Nassau em inglês: Nassau | 321 834     | 13 880     | Dólar baamense                             | 1973                  |
| Bandeira dos Barbados                | Mapa dos Barbados                | Barbados                                                 | em inglês: Barbados | Bridgetown em inglês: Bridgetown | 289 680     | 430        | Dólar dos Barbados                         | 1966                  |
| Bandeira do Belize                   | Mapa do Belize                   | Belize                                                   | em inglês: Belize | Belmopã em inglês: Belmopan | 340 844     | 22 966     | Dólar do Belize                            | 1981                  |
| Bandeira da Bolívia                  | Mapa da Bolívia                  | Bolívia Estado Plurinacional da Bolívia                  | em castelhano: Bolivia — Estado Plurinacional de Bolivia em aimará: Wuliwya — Wuliwya Suyu em guarani: Volívia — Tetã Volívia em quíchua: Buliwya — Buliwya Mama Llaqta | Sucre (oficial) em castelhano: Sucre em aimará: Sukri em guarani: Sucre em quíchua: Chuqichaka La Paz (sede de governo) em castelhano: La Paz em aimará: Chuqiyapu em guarani: La Paz em quíchua: Chuqiyapu | 10 631 486  | 1 098 581  | Boliviano                                  | 1825                  |
| Bandeira do Brasil                   | Mapa do Brasil                   | Brasil República Federativa do Brasil                    | em português: Brasil — República Federativa do Brasil | Brasília em português: Brasília | 202 656 788 | 8 514 877  | Real brasileiro                            | 1822                  |
| Bandeira do Canadá                   | Mapa do Canadá                   | Canadá                                                   | em inglês: Canada em francês: Canada | Otava em inglês: Ottawa em francês: Ottawa | 34 834 841  | 9 984 670  | Dólar canadiano                            | 1931                  |
| Bandeira do Chile                    | Mapa do Chile                    | Chile República do Chile                                 | em castelhano: Chile — República de Chile | Santiago (oficial) em castelhano: Santiago Valparaíso (legislativa) em castelhano: Valparaíso | 17 363 894  | 756 102    | Peso chileno                               | 1818                  |
| Bandeira da Colômbia                 | Mapa da Colômbia                 | Colômbia República da Colômbia                           | em castelhano: Colombia — República de Colombia | Bogotá em castelhano: Bogotá | 46 245 297  | 1 138 910  | Peso colombiano                            | 1810                  |
| Bandeira da Costa Rica               | Mapa da Costa Rica               | Costa Rica República da Costa Rica                       | em castelhano: Costa Rica — República de Costa Rica | São José em castelhano: San José | 4 755 234   | 51 100     | Colón costa-riquenho                       | 1821                  |
| Bandeira de Cuba                     | Mapa de Cuba                     | Cuba República de Cuba                                   | em castelhano: Cuba — República de Cuba | Havana em castelhano: La Habana | 11 047 251  | 110 860    | Peso cubano Peso convertível               | 1902                  |
| Bandeira da Domínica                 | Mapa da Domínica                 | Domínica Comunidade da Domínica                          | em inglês: Dominica — Commonwealth of Dominica | Roseau em inglês: Roseau | 73 449      | 751        | Dólar das Caraíbas Orientais               | 1978                  |
| Bandeira da República Dominicana     | Mapa da República Dominicana     | República Dominicana                                     | em castelhano: República Dominicana | São Domingos em castelhano: Santo Domingo | 10 349 741  | 48 670     | Peso dominicano                            | 1844                  |
| Bandeira do Equador                  | Mapa do Equador                  | Equador República do Equador                             | em castelhano: Ecuador — República del Ecuador | Quito em castelhano: Quito | 15 654 411  | 283 561    | Dólar dos Estados Unidos                   | 1822                  |
| Bandeira dos Estados Unidos          | Mapa dos Estados Unidos          | Estados Unidos Estados Unidos da América                 | em inglês: United States — United States of America | Washington, D.C. em inglês: Washington, D.C. | 318 892 103 | 9 826 675  | Dólar dos Estados Unidos                   | 1776                  |
| Bandeira de Granada                  | Mapa de Granada                  | Granada                                                  | em inglês: Grenada | São Jorge em inglês: Saint George's | 110 152     | 344        | Dólar das Caraíbas Orientais               | 1974                  |
| Bandeira da Guatemala                | Mapa da Guatemala                | Guatemala República da Guatemala                         | em castelhano: Guatemala — República de Guatemala | Cidade da Guatemala em castelhano: Ciudad de Guatemala | 14 647 083  | 108 889    | Quetzal                                    | 1821                  |
| Bandeira da Guiana                   | Mapa da Guiana                   | Guiana República Cooperativa da Guiana                   | em inglês: Guyana — Co-operative Republic of Guyana | Georgetown em inglês: Georgetown | 735 554     | 214 969    | Dólar da Guiana                            | 1966                  |
| Bandeira do Haiti                    | Mapa do Haiti                    | Haiti República do Haiti                                 | em francês: Haïti — République d'Haïti em crioulo haitiano: Ayiti — Repiblik d Ayiti                                                                                    | Porto Príncipe em francês: Port-au-Prince em crioulo haitiano: Pòroprens | 9 996 731   | 27 750     | Gurde Dólar dos Estados Unidos             | 1804                  |
| Bandeira das Honduras                | Mapa das Honduras                | Honduras República das Honduras                          | em castelhano: Honduras — República de Honduras | Tegucigalpa (oficial) em castelhano: Tegucigalpa Comayagüela (cooficial) em castelhano: Comayagüela | 8 598 561   | 112 090    | Lempira                                    | 1821                  |
| Bandeira da Jamaica                  | Mapa da Jamaica                  | Jamaica                                                  | em inglês: Jamaica | Kingston em inglês: Kingston | 2 930 050   | 10 991     | Dólar jamaicano                            | 1962                  |
| Bandeira do México                   | Mapa do México                   | México Estados Unidos Mexicanos                          | em castelhano: México — Estados Unidos Mexicanos | Cidade do México em castelhano: Ciudad de México | 120 286 655 | 1 964 375  | Peso mexicano                              | 1810                  |
| Bandeira da Nicarágua                | Mapa da Nicarágua                | Nicarágua República da Nicarágua                         | em castelhano: Nicaragua — República de Nicaragua | Manágua em castelhano: Managua | 5 848 641   | 130 370    | Córdoba ouro                               | 1821                  |
| Bandeira do Panamá                   | Mapa do Panamá                   | Panamá República do Panamá                               | em castelhano: Panamá — República de Panamá | Cidade do Panamá em castelhano: Ciudad de Panamá | 3 608 431   | 75 420     | Balboa                                     | 1903                  |
| Bandeira do Paraguai                 | Mapa do Paraguai                 | Paraguai República do Paraguai                           | em castelhano: Paraguai — República de Paraguay em guarani: Paraguái — Tetã Paraguái                                                                                    | Assunção em castelhano: Asunción | 6 703 860   | 406 752    | Guarani                                    | 1811                  |
| Bandeira do Peru                     | Mapa do Peru                     | Peru República do Peru                                   | em castelhano: Perú — República del Perú em aimará: Piruw — Piruw Republika em quíchua: Piruw — Piruw Suyu                                                              | Lima em castelhano: Lima em aimará: Lima em quíchua: Lima | 30 147 935  | 1 285 216  | Novo sol                                   | 1821                  |
| Bandeira do Salvador                 | Mapa do Salvador                 | Salvador República do Salvador                           | em castelhano: El Salvador — República de El Salvador | São Salvador em castelhano: San Salvador | 6 125 512   | 21 041     | Colón do Salvador Dólar dos Estados Unidos | 1821                  |
| Bandeira de Santa Lúcia              | Mapa de Santa Lúcia              | Santa Lúcia                                              | em inglês: Saint Lucia | Castries em inglês: Castries | 163 363     | 616        | Dólar das Caraíbas Orientais               | 1979                  |
| Bandeira de São Cristóvão e Neves    | Mapa de São Cristóvão e Neves    | São Cristóvão e Neves Federação de São Cristóvão e Neves | em inglês: Saint Kitts and Nevis — Federation of Saint Christopher and Nevis                                                                                            | Basseterre em inglês: Basseterre | 51 538      | 261        | Dólar das Caraíbas Orientais               | 1983                  |
| Bandeira de São Vicente e Granadinas | Mapa de São Vicente e Granadinas | São Vicente e Granadinas                                 | em inglês: Saint Vincent and the Grenadines | Kingstown em inglês: Kingstown | 102 918     | 389        | Dólar das Caraíbas Orientais               | 1979                  |
| Bandeira do Suriname                 | Mapa do Suriname                 | Suriname República do Suriname                           | em neerlandês: Suriname— Republiek Suriname | Paramaribo em neerlandês: Paramaribo | 573 311     | 163 820    | Dólar do Suriname                          | 1975                  |
| Bandeira de Trindade e Tobago        | Mapa de Trindade e Tobago        | Trindade e Tobago República de Trindade e Tobago         | em inglês: Trinidad and Tobago — Republic of Trinidad and Tobago | Porto de Espanha em inglês: Port of Spain | 1 223 916   | 5 128      | Dólar de Trindade e Tobago                 | 1962                  |
| Bandeira do Uruguai                  | Mapa do Uruguai                  | Uruguai República Oriental do Uruguai                    | em castelhano: Uruguay — República Oriental del Uruguay | Montevideu em castelhano: Montevideo | 3 332 972   | 176 215    | Peso uruguaio                              | 1827                  |
| Bandeira da Venezuela                | Mapa da Venezuela                | Venezuela República Bolivariana da Venezuela             | em castelhano: Venezuela — República Bolivariana de Venezuela | Caracas em castelhano: Caracas | 28 868 486  | 912 050    | Bolívar forte                              | 1810                  |

### Territórios dependentes
As seguintes dezanove entidades americanas são territórios dependentes.
| Bandeira                                             | Mapa                                             | Nome curto e oficial em português                                     | Nome curto e oficial na(s) língua(s) local(is))                                                                        | Capital                                                                                       | População | Área (km²) | Moeda                            | Estatuto legal                                                 |
| ---------------------------------------------------- | ------------------------------------------------ | --------------------------------------------------------------------- | --- | --------------------------------------------------------------------------------------------- | --------- | ---------- | -------------------------------- | -------------------------------------------------------------- |
| Bandeira de Anguila                                  | Mapa de Anguila                                  | Anguila                                                               | em inglês: Anguilla | The Valley em inglês: The Valley                                                              | 16 086    | 91         | Dólar das Caraíbas Orientais     | Território ultramarino do Reino Unido                          |
| Bandeira de Aruba                                    | Mapa de Aruba                                    | Aruba                                                                 | em neerlandês: Aruba em papiamento: Aruba                                                                              | Oranjestad em neerlandês: Oranjestad em papiamento: Oranjestad                                | 110 663   | 180        | Florim de Aruba                  | Nação constituinte do Reino dos Países Baixos                  |
| Bandeira das Bermudas                                | Mapa d                                           | Bermudas                                                              | em inglês: Bermuda | Hamilton em inglês: Hamilton                                                                  | 69 839    | 54         | Dólar bermudense                 | Território ultramarino do Reino Unido                          |
| Bandeira das Ilhas Caimão                            | Mapa das Ilhas Caimão                            | Ilhas Caimão                                                          | em inglês: Cayman Islands                                                                                              | George Town em inglês: George Town                                                            | 54 914    | 264        | Dólar das Ilhas Caimão           | Território ultramarino do Reino Unido                          |
| Bandeira de França                                   | Mapa da Ilha Clipperton                          | Ilha de Clipperton                                                    | em francês: Île Clipperton                                                                                             | —                                                                                             | —         | 6          | —                                | Possessão de França                                            |
| Bandeira de Curação                                  | Mapa de Curação                                  | Curaçau                                                               | em neerlandês: Curaçao em papiamento: Kòrsou                                                                           | Willemstad em neerlandês: Willemstad em papiamento: Willemstad                                | 146 836   | 444        | Florim das Antilhas Neerlandesas | Nação constituinte do Reino dos Países Baixos                  |
| Bandeira das Ilhas Geórgia do Sul e Sanduíche do Sul | Mapa das Ilhas Geórgia do Sul e Sanduíche do Sul | Ilhas Geórgia do Sul e Sanduíche do Sul                               | em inglês: South Georgia and the South Sandwich Islands                                                                | Grytviken em inglês: Grytviken                                                                | 30        | 3 903      | Libra esterlina                  | Território ultramarino do Reino Unido                          |
| Bandeira da Gronelândia                              | Mapa da Gronelândia                              | Gronelândia                                                           | em groenlandês/gronelandês: Kalaallit Nunaat                                                                           | Nuuk em groenlandês/gronelandês: Nuuk                                                         | 57 728    | 2 166 086  | Coroa dinamarquesa               | Nação autónoma do Reino da Dinamarca                           |
| Bandeira das Ilhas Malvinas                          | Mapa das Ilhas Malvinas                          | Ilhas Malvinas                                                        | em inglês: Falkland Islands                                                                                            | Stanley em inglês: Stanley                                                                    | 2 840     | 12 173     | Libra das Ilhas Malvinas         | Território ultramarino do Reino Unido                          |
| Bandeira de Monserrate                               | Mapa de Monserrate                               | Monserrate                                                            | em inglês: Montserrat                                                                                                  | Plymouth (oficial; abandonada) em inglês: Plymouth Brades (sede de governo) em inglês: Brades | 5 215     | 102        | Dólar das Caraíbas Orientais     | Território ultramarino do Reino Unido                          |
| Bandeira dos Estados Unidos                          | Mapa da Ilha Navassa                             | Ilha Navassa                                                          | em inglês: Navassa Island                                                                                              | —                                                                                             | —         | 5,4        | —                                | Território não incorporado e não organizado dos Estados Unidos |
| Bandeira de Porto Rico                               | Mapa do Porto Rico                               | Porto Rico Estado Livre Associado de Porto Rico                       | em inglês: Puerto Rico — Commonwealth of Puerto Rico em castelhano: Puerto Rico — Estado Libre Asociado de Puerto Rico | São João em inglês: San Juan em castelhano: San Juan                                          | 3 620 897 | 13 790     | Dólar dos Estados Unidos         | Território não incorporado e organizado dos Estados Unidos     |
| Bandeira de França                                   | Mapa de São Bartolomeu                           | São Bartolomeu Coletividade Territorial de São Bartolomeu             | em francês: Saint-Barthélemy — Collectivité territoriale de Saint-Barthélemy                                           | Gustávia em francês: Gustavia                                                                 | 7 267     | 21         | Euro                             | Coletividade ultramarina de França                             |
| Bandeira de França                                   | Mapa de França                                   | São Martinho Coletividade de São Martinho                             | em francês: Saint-Martin — Collectivité de Saint-Martin                                                                | Marigot em francês: Marigot                                                                   | 31 530    | 54,4       | Euro                             | Coletividade ultramarina de França                             |
| Bandeira de São Martinho                             | Mapa de São Martinho                             | São Martinho                                                          | em neerlandês: Sint Maarten em inglês: Sint Maarten                                                                    | Philipsburg em neerlandês: Philipsburg em inglês: Philipsburg                                 | 39 689    | 34         | Florim das Antilhas Neerlandesas | Nação constituinte do Reino dos Países Baixos                  |
| Bandeira de França                                   | Mapa de São Pedro e Miquelão                     | São Pedro e Miquelão Coletividade Territorial de São Pedro e Miquelão | em francês: Saint-Pierre-et-Miquelon — Collectivité territoriale de Saint-Pierre-et-Miquelon                           | São Pedro em francês: Saint-Pierre                                                            | 5 716     | 242        | Euro                             | Coletividade ultramarina de França                             |
| Bandeira das Ilhas Turcas e Caicos                   | Mapa das Ilhas Turcas e Caicos                   | Ilhas Turcas e Caicos                                                 | em inglês: Turks and Caicos Islands                                                                                    | Cockburn Town em inglês: Cockburn Town                                                        | 49 070    | 948        | Dólar dos Estados Unidos         | Território ultramarino do Reino Unido                          |
| Bandeira das Ilhas Virgens Britânicas                | Mapa das Ilhas Virgens Britânicas                | Ilhas Virgens Britânicas                                              | em inglês: British Virgin Islands                                                                                      | Road Town em inglês: Road Town                                                                | 32 680    | 151        | Dólar dos Estados Unidos         | Território ultramarino do Reino Unido                          |
| Bandeira das Ilhas Virgens dos Estados Unidos        | Mapa das Ilhas Virgens dos Estados Unidos        | Ilhas Virgens dos Estados Unidos                                      | em inglês: Virgin Islands of the United States                                                                         | Charlotte Amalie em inglês: Charlotte Amalie                                                  | 104 170   | 1 910      | Dólar dos Estados Unidos         | Território não incorporado e organizado dos Estados Unidos     |

### Outros territórios
Existem outros oito territórios integrados totalmente em países que não se situam na América e que, por isso, não são considerados territórios dependentes.
| Bandeira                    | Mapa                    | Nome curto e oficial em português | Nome curto e oficial na(s) língua(s) local(is))         | Capital                                                    | População | Área (km²) | Moeda                    | Estatuto legal                       |
| --------------------------- | ----------------------- | --------------------------------- | ------------------------------------------------------- | ---------------------------------------------------------- | --------- | ---------- | ------------------------ | ------------------------------------ |
| Bandeira de Bonaire         | Mapa de Bonaire         | Bonaire                           | em neerlandês: Bonaire em papiamento: Boneiru           | Kralendijk em neerlandês: Kralendijk em papiamento: Playa  | 15 666    | 294        | Dólar dos Estados Unidos | Município especial dos Países Baixos |
| Bandeira de França          | Mapa de Guadalupe       | Guadalupe                         | em francês: Guadeloupe                                  | Basse-Terre em francês: Basse-Terre                        | 405 000   | 1 628,4    | Euro                     | Departamento ultramarino de França   |
| Bandeira de França          | Mapa da Guiana Francesa | Guiana Francesa                   | em francês: Guyane                                      | Caiena em francês: Cayenne                                 | 262 000   | 83 534     | Euro                     | Departamento ultramarino de França   |
| Bandeira da Martinica       | Mapa da Martinica       | Martinica                         | em francês: Martinique                                  | Forte de França em francês: Fort-de-France                 | 383 000   | 1 128      | Euro                     | Departamento ultramarino de França   |
| Bandeira de Saba            | Mapa de Saba            | Saba                              | em neerlandês: Saba em inglês: Saba                     | The Bottom em neerlandês: The Bottom em inglês: The Bottom | 1 824     | 13         | Dólar dos Estados Unidos | Município especial dos Países Baixos |
| Bandeira de Santo Eustáquio | Mapa de Santo Eustáquio | Santo Eustáquio                   | em neerlandês: Sint Eustatius em inglês: Sint Eustatius | Oranjestad em neerlandês: Oranjestad em inglês: Oranjestad | 3 543     | 21         | Dólar dos Estados Unidos | Município especial dos Países Baixos |

## Organizações
Dentro do âmbito da América, há diversos organismos, organizações e foros de coperação intracontinentais atuando nas áreas da economia, política, educação, cultura, segurança, tecnologia, saúde, meio ambiente, esportes.
- Organização Pan-Americana da Saúde
- Organização Desportiva Pan-Americana
- Organização do Tratado de Cooperação Amazônica
- Organização dos Estados Americanos
  - Cúpula das Américas
- Parlamento Latino-americano
- Sistema Econômico Latino-Americano
- União de Nações Sul-Americanas
  - Banco do Sul
  - Parlamento Sul-Americano
- Mercado Comum do Sul
  - Mercado Comum de Cidades
  - Parlamento do Mercosul
- Comunidade Andina
  - Parlamento Andino
- Grupo do Rio
  - Grupo de Contadora (extinto)
  - Grupo de Apoio à Contadora (extinto)
- Área de Livre Comércio das Américas
- Acordo de Livre Comércio da América do Norte
- Tratado de Livre Comércio entre Estados Unidos, América Central e República Dominicana
- Alternativa Bolivariana para as Américas
- Aliança para o Progresso
- Associação dos Estados do Caribe
- Comunidade do Caribe
- Organização dos Estados Centro-Americanos
  - Sistema de Integração Centro-Americano
  - Parlamento Centro-Americano
  - Mercado Comum Centro-Americano
- Associação Latino-Americana de Integração
  - Associação Latino-Americana de Livre Comércio (extinto)
- Grupo dos Três